# Telekura
Telekura (テレクラ Terekura), một từ viết tắt dành cho "các câu lạc bộ điện thoại" (テレフォン クラブ terefon kurabu), là các dịch vụ hẹn hò qua điện thoại có nguồn gốc từ Nhật Bản.

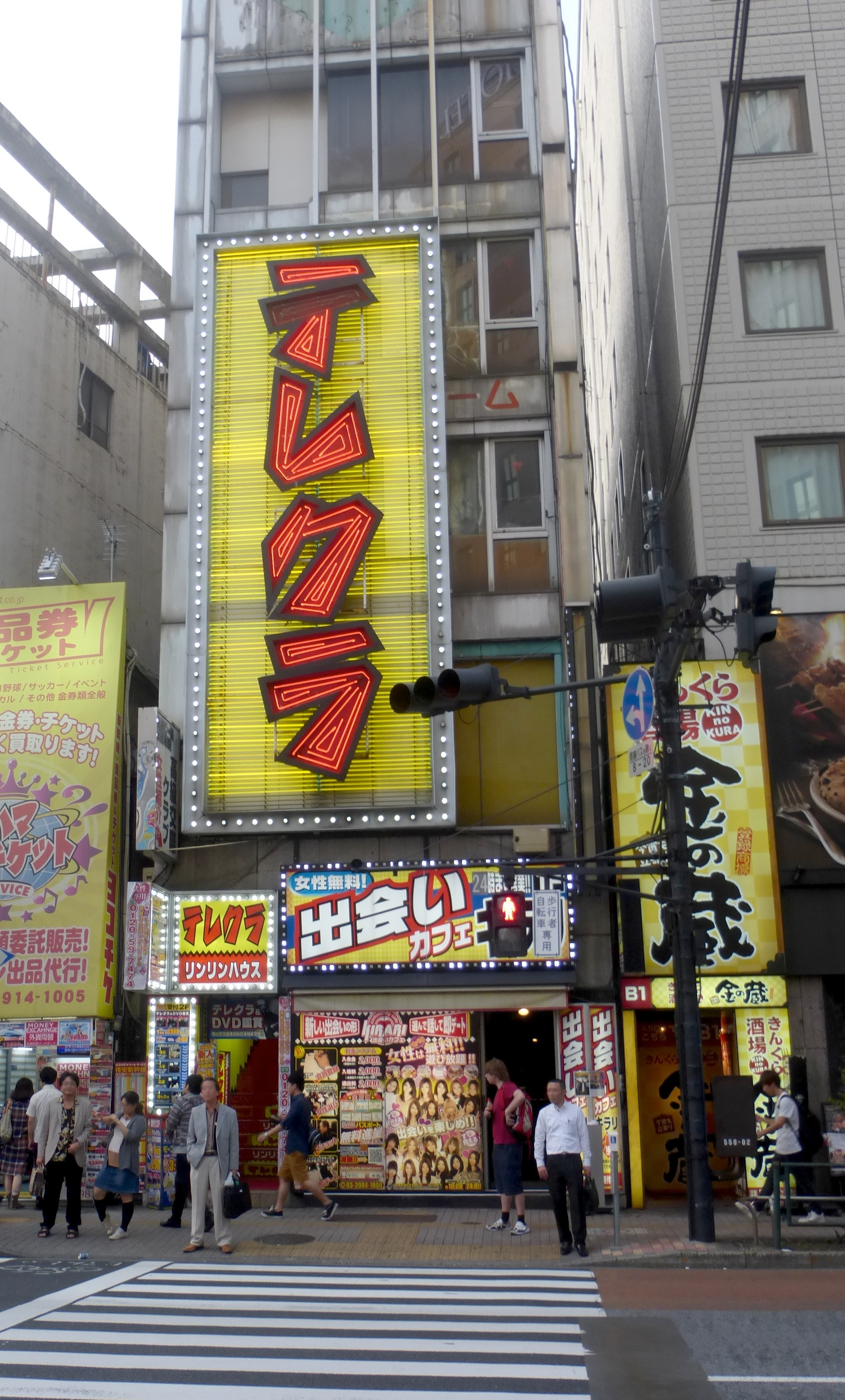
Một telekura thành lập ở Ikebukuro vào tháng 09 năm 2015 với ảnh các cô gái ngoài tiệm.

Theo phiên bản gốc của câu lạc bộ điện thoại, phổ biến vào giữa những năm 1990, một khách hàng nam sẽ trả phí để vào một gian hàng có điện thoại. Sau đó, điện thoại sẽ đổ chuông với các cuộc gọi từ các phụ nữ hoặc cô gái sẵn sàng hẹn hò -  điều này ngầm hiểu rằng sẽ dẫn đến quan hệ tình dục phải trả tiền. Những câu lạc bộ dạng này ngoài vòng pháp luật như bình phong để che dấu cho các hoạt động mại dâm ở một số khu vực pháp lý ở Nhật Bản.